# Біллі Джо Сондерс
Біллі Джо Сондерс (англ. Billy Joe Saunders; 30 серпня 1989, Велін-Гарден-Сіті, Гартфордшир, Англія) — британський професійний боксер, що виступає в другій середній вазі. Чемпіон світу за версією WBO (2015 — 2018) в середній та (2019 — 2021) в другій середній вазі. На аматорському рівні представляв Велику Британію на Олімпійських іграх 2008 року.

## Аматорська кар'єра
На аматорському рингу Сондерс переміг у 49-ти поєдинках. На початку 2008 року він кваліфікувався на Олімпійські ігри в напівсередній ваговій категорії. На європейському кваліфікаційному турнірі він переміг чемпіона Європи Андрія Баланова, а також Кахабера Жванію, але у півфіналі програв українському боксеру Олександру Стрецькому. У поєдинку за третє місце, яке давало ліцензію, переміг Павола Главацка.
Олімпійські ігри 2008
- 1/16 фіналу. Переміг Адема Кіліччі (Туреччина) 14-3
- 1/8 фіналу. Програв Карлосу Банто Суарес (Куба) 6-13

На олімпійському турнірі легко переміг Адема Кіліччі у першому раунді, але вже у другому зазнав поразки від майбутнього срібного призера Карлоса Банто з Куби.

## Професійна кар'єра

### Сондерс проти Лем'є
10 жовтня 2017 року WBO через свій Twitter оголосила, що команди Сондерса та колишнього чемпіона за версією IBF Давіда Лем'є мають 30 днів щоб домовитися про проведення бою, в іншому випадку будуть назначені промоутерські торги. 16 жовтня промоутер Лем'є Каміль Естефан розповів, що переговори просуваються вдало, що бій може відбутися 16 грудня у Канаді і що телеканал HBO також зацікавлений у трансляції бою. 17 жовтня WBO підтвердила, що контракт на бій підписаний, а місцем проведення буде арена «Плейс Белл» у Лавалі, Квебек, Канада.
Сондерс обрав правильну стратегію на бій, що дозволило йому втретє захистити свій пояс чемпіона. Перемогу він одержав рішенням суддів: 120–108, 117–111, 118–110. Телеканали HBO та ESPN також віддали перемогу Сондерсу 120–108. Британець мав перевагу за рахунок кращої робити ніг та свого джебу. Лем'є не міг догнати суперника, щоб прицільно влучити. CompuBox також статистично підтвердив перевагу чемпіона: Сондерс влучив 165 з 430 ударів (38%), а Лем'є 67 з 356 ударів (19%). За цей бій британець отримав $1 млн, а канадієць $500 тис. На телеканалі HBO його переглянули 716 тис. глядачів з піковим навантаженням в 775 тис.

### Сондерс проти Альвареса
Після перемоги 4 грудня 2020 року над співвітчизником Мартіном Мюрреєм Джо Сондерс мав проводити обов'язковий захист титулу WBO, але йому вдалося домовитися про об'єднавчий бій в травні 2021 року з чемпіоном світу за версіями WBA Super і WBC мексиканцем Саулем Альваресом, з яким він мав шанс зустрітися в бою ще в травні 2020 року, але плани зруйнувала пандемія коронавірусної хвороби.
Бій Біллі Джо Сондерс — Сауль Альварес відбувся 8 травня 2021 року в Арлінгтоні, Техас і ще до початку побив рекорд відвідуваності боксерських поєдинків, організованих у США в закритому приміщенні, який тримався з матчу-реваншу Мухаммед Алі — Леон Спінкс 1978 року. Тоді за боєм спостерігали 63 352 глядача. Новий рекорд — 73 126 глядачів.
Сам бій був достатньо конкурентним до восьмого раунду. У Сондерса були (хоч і небагато) вдалі моменти, але  зірковий мексиканець не давав супернику вільно дихати, добре працюючи по корпусу. У восьмому раунді перевага Альвареса стала відчутною, йому вдалося поцілити під праве око британця, завдавши тому травму. Сондерс відмовився виходити на бій після перерви, визнавши першу в кар'єрі поразку і втративши титул чемпіона.